# Volkswagen Touareg
Volkswagen Touareg (укр. Фольксваген Туарег) — середньорозмірний SUV німецького автовиробника Volkswagen, що виготовляється з 2002 року. Нині автомобіль випускають на заводі Volkswagen в Братиславі. Touareg став третім позашляховиком в історії марки після Volkswagen Тур 82 (Kübelwagen) і Volkswagen Iltis. Позашляховик побудований на одній платформі з Porsche Cayenne та Audi Q7.
Назва автомобіля походить із середніх віків, коли «туарег» називали «лицарів пустелі», племена кочівників, що живуть у Сахарі.

## Перше покоління (7L; 2002—2010)

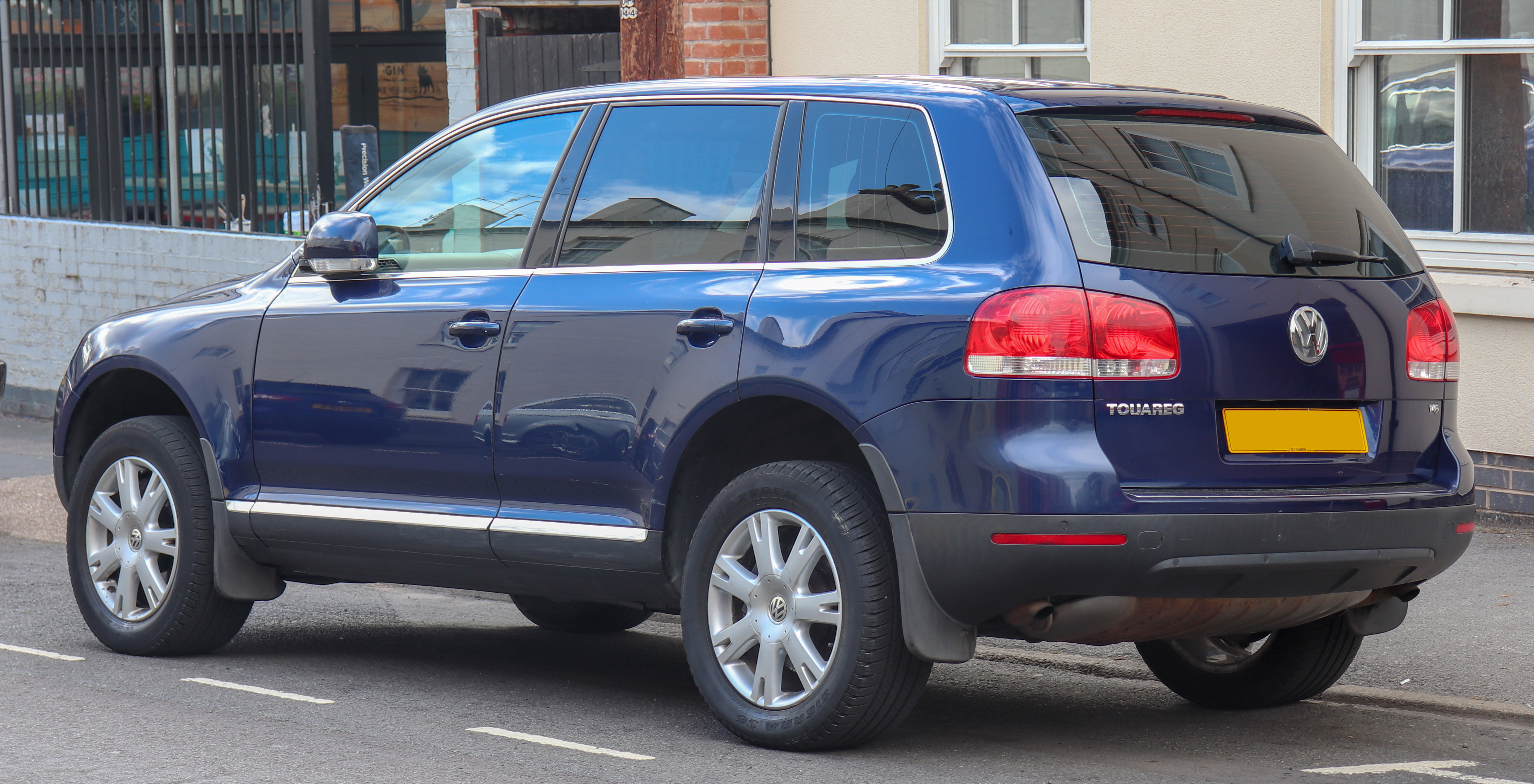
VW Touareg 2002—2006

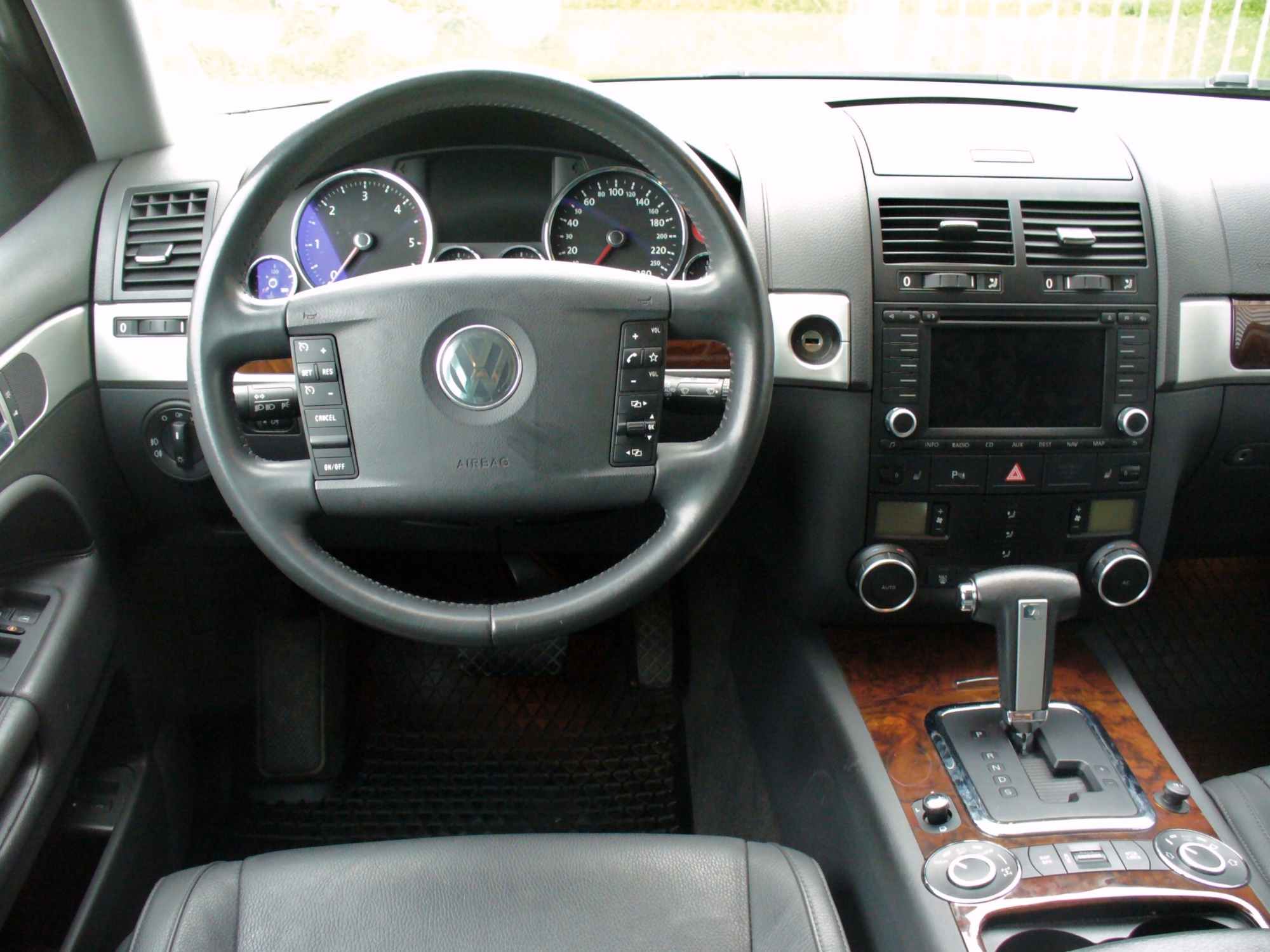
Салон VW Touareg

Передвісником моделі був Volkswagen AAC Concept, який був представлений у 2000 році. Світовий дебют серійного Touareg відбувся на автосалоні в Парижі 26 вересня 2002 року. Платформа для Touareg була розроблена спільно з Porsche. Цю ж платформу використовує Porsche Cayenne представлений в томуж році, а також Audi Q7 представлений в 2005 році.
Платформа з подовжнім розташуванням двигуна, потужним несучим кузовом з підрамниками, повністю незалежною підвіскою всіх коліс на подвійних поперечних важелях (пружинною або пневматичною з можливістю регулювання кліренсу) і постійним повним приводом з роздавальною коробкою передач і міжосьовим диференціалом, що блокується.
Гамма двигунів становить бензиновий 3,2 л V6 (220 к. с.) і V8, потужністю 310 к. с., а також дизель 3.0 л V6 TDI (224 к.с) і 5,0 л V10 TDI (313 к. с.). Згодом доповнили цей ряд пятицилиндровим 2,5 л TDI потужністю 174 к. с. У парі з цими двигунами можуть працювати як механічна, так і автоматична шестиступінчаста коробка передач.
Високі позашляхові якості автомобілю забезпечує електронна система повного приводу. У звичайному режимі система розподіляє енергію двигуна між передньою і задньою віссю. У разі прослизання одного з коліс, це колесо пригальмовується, а потужність двигуна передається на інші колеса. В іншому випадку, наприклад при потужному прискоренні, система перекидає більше потужності на задні колеса, щоб зробити прискорення максимально ефективним. Крім того, VW Touareg оснащується блокуванням міжколісного диференціалу, і має «знижений» ряд трансмісії.
Високий рівень безпеки автомобіля досягається установкою таких систем як: система стабілізації ESP, система контролю тиску в шинах (RDK), незалежна підвіска, повний привід 4XMOTION, ABS, EBC (запобігає короткочасному блокуванню коліс при гальмуванні двигуном) і HBA (Brake Assist). За бажанням Touareg може бути оснащений пристроєм комфортної парковки. Ультразвукові датчики визначають наявність перешкоди на відстані до 120 сантиметрів спереду і до 150 сантиметрів позаду автомобіля.

### Фейсліфтінг 2006

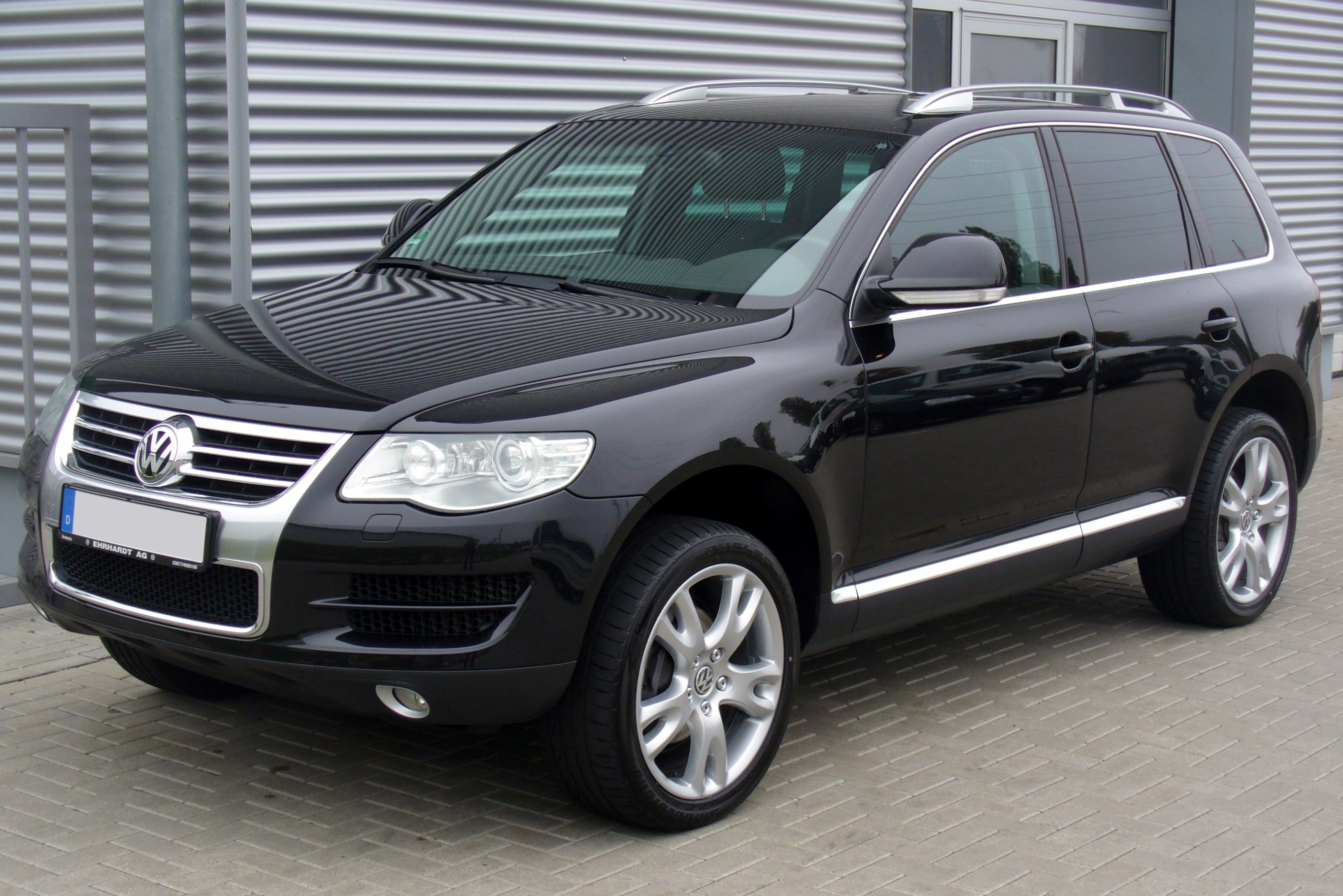
VW Touareg 2006—2010

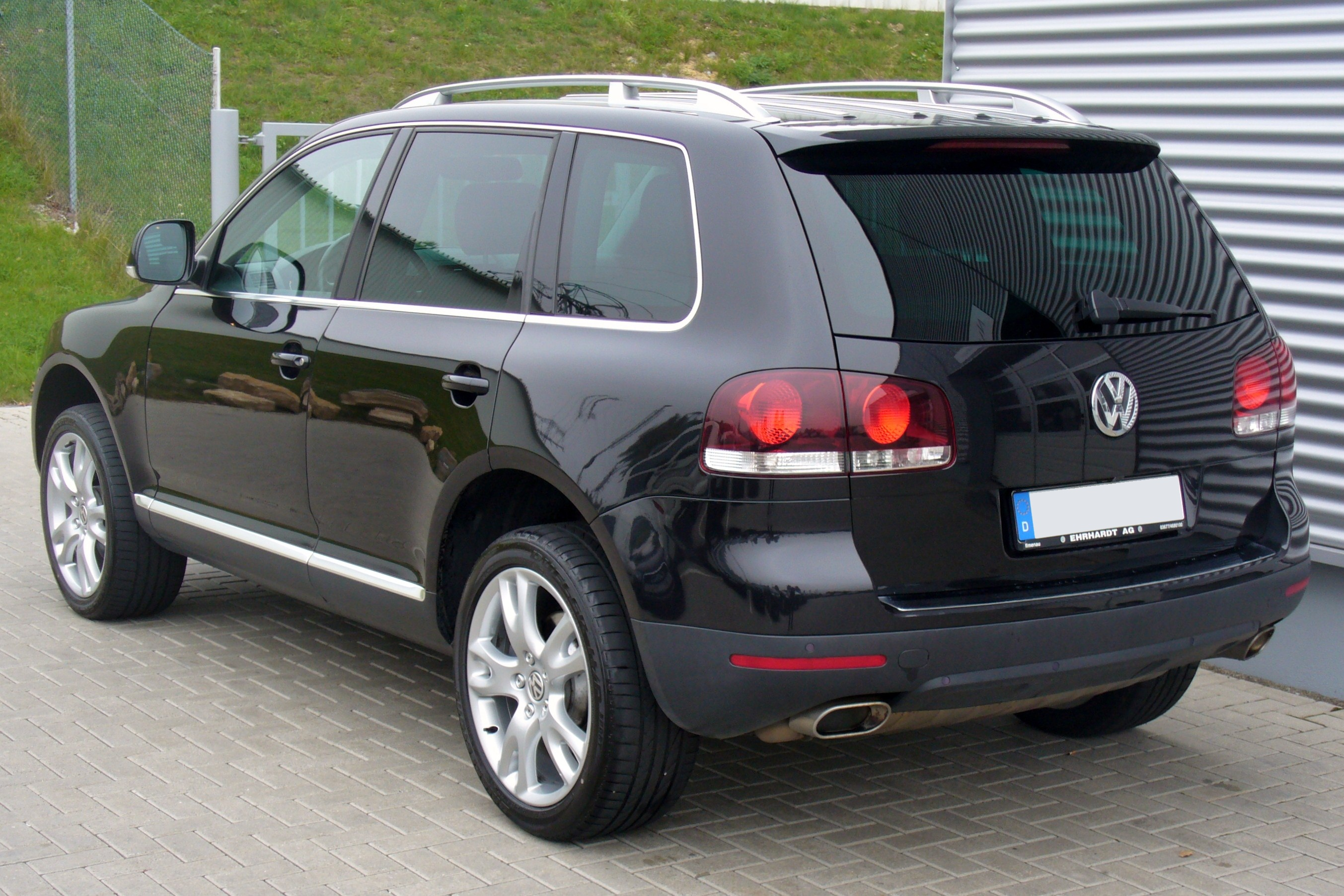
VW Touareg 2006—2010

На Паризькому автосалоні в 2006 році був представлений оновлений Touareg. Автомобіль отримав сучасніший дизайн, нові електронні системи, такі як: вдосконалена система АБС, круїз-контроль і сигналізація знаходження попутного транспорту в «мертвій зоні».
Тоді ж з'явився Touareg W12 з 12-циліндровим бензиновим мотором об'ємом 6,0 л, що видає 450 к. с. Крім мотора Touareg W12 відрізняється трохи іншим аеродинамічним обвісом і дуже багатою комплектацією.
Під капот Touareg почали ставити бензинові V6 (3,6 л, 280 к. с.) і V8 (4,2 л, 350 к. с.), а також дизелі об'ємом 2,5 л (163 або 174 к. с.), 3,0 л (225 к. с. при наявності «механіки» і 240 к. с. при «автоматі») і V10 об'ємом 5,0 л (313 та 350 к. с. (версія R50)).

### Touareg R50

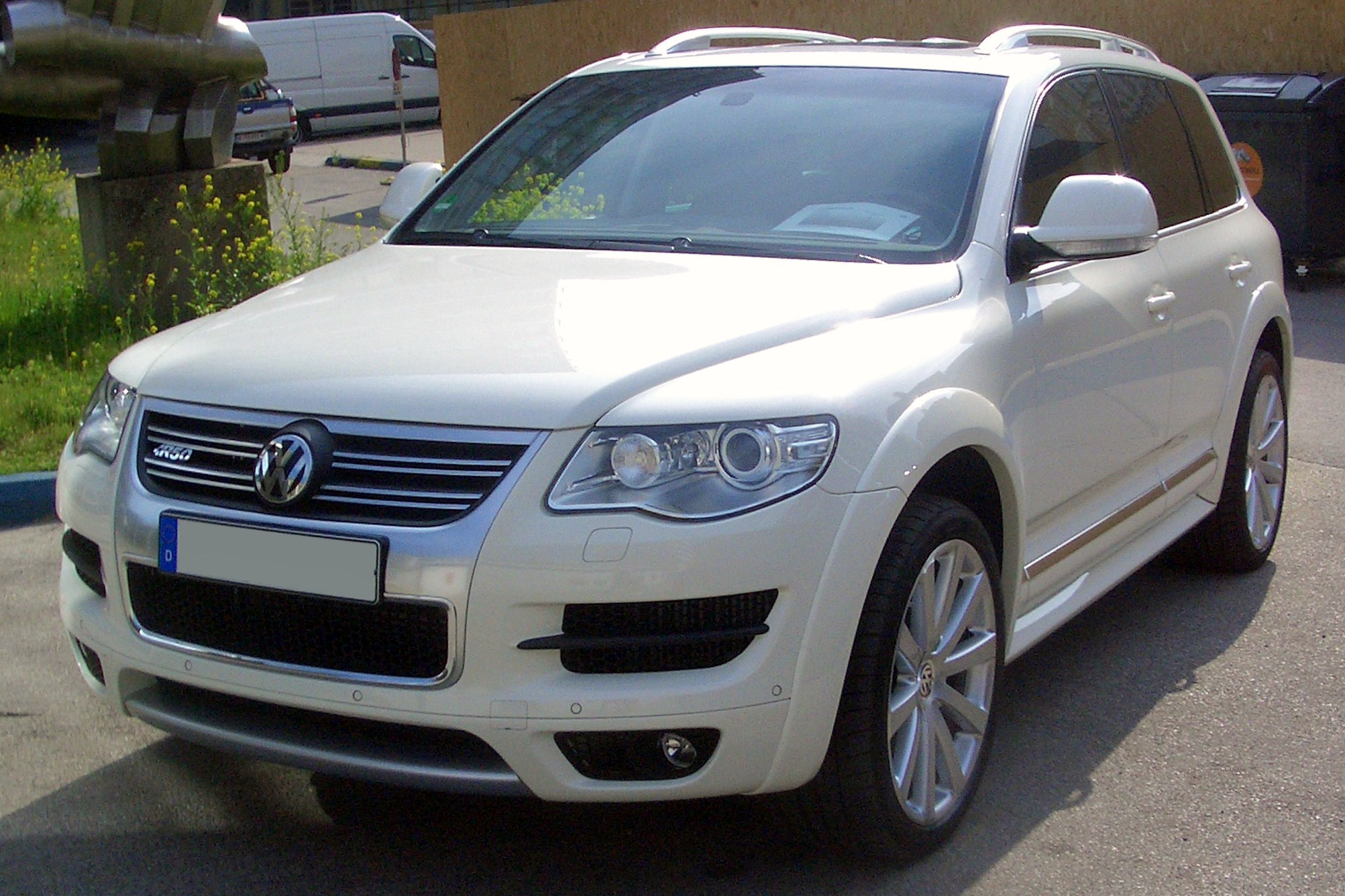
VW Touareg R50 2007—2009

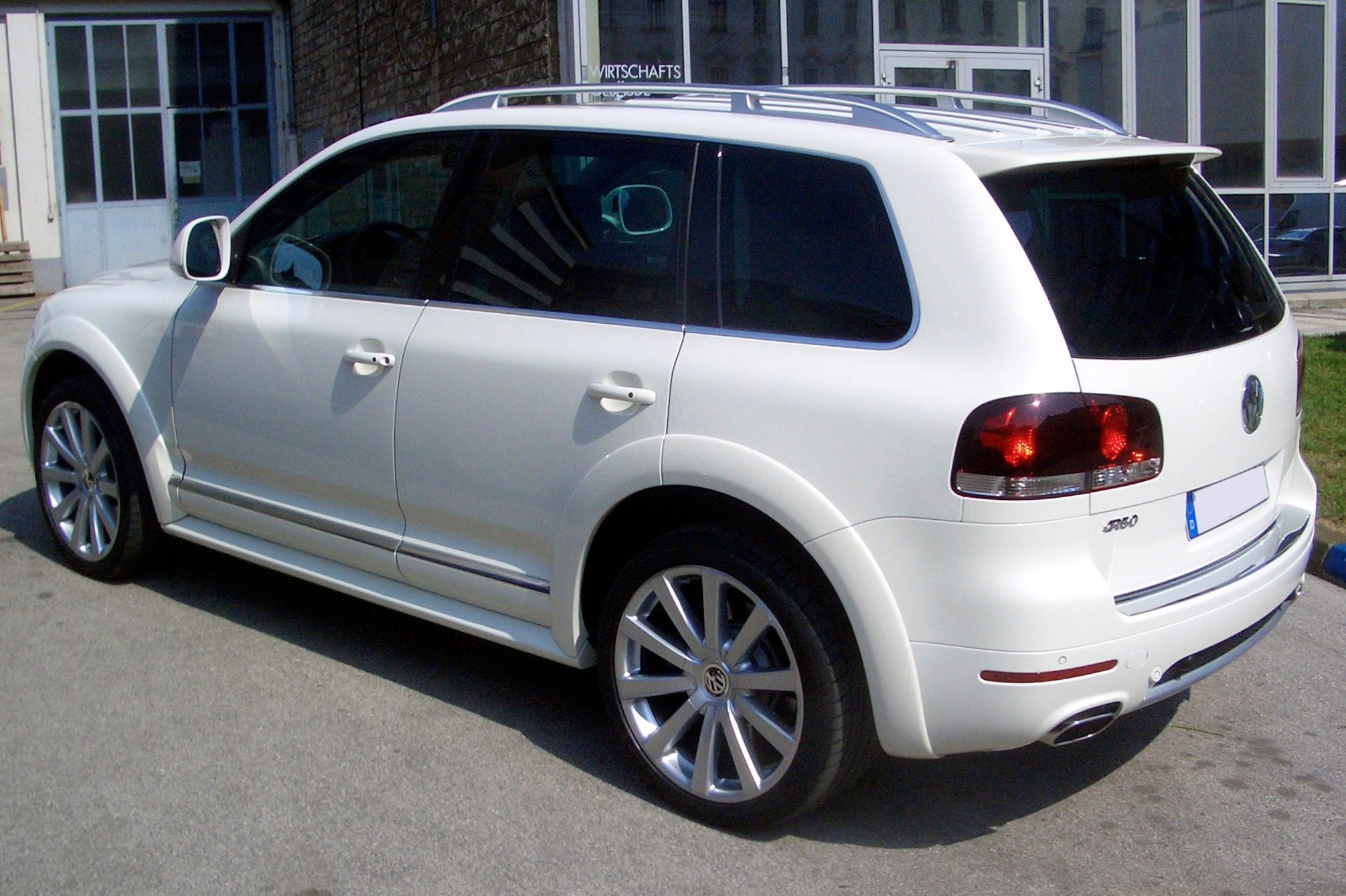
VW Touareg R50 2007—2009

Touareg R50 є третім після Volkswagen Golf і Passat автомобілем, який в назві має букву R. Глобальний запуск R50 був в 2007 році на Австралійському міжнародному автомобільному автосалоні (AIMS).
R50 комплектується 5,0-літровим V10 дизельним двигуном, 257 кВт (349 к. с.) і розгоном до 100 кілометрів на годину (62,1 милі на годину) за 6,7 секунди.

### Результати краш-тесту
Автомобіль пройшов тест Euro NCAP в 2004 році:
| Зірки в Euro NCAP з краш-тесту |

### Двигуни
Бензинові:
- 3,2 VR6 220 і 241 к. с.
- 3,6 VR6 280 к. с.
- 4,2 V8 310 к. с.
- 4,2 V8 350 к. с.
- 6,0 W12 450 к. с.

Дизельні:
- 2,5 R5 TDI 163 к. с. і 174 к. с.
- 3,0 V6 TDI 225 к. с.
- 3,0 V6 TDI 240 к. с.
- 5,0 V10 TDI 313 к. с. і 350 к. с.

## Друге покоління (7P; 2010—2018)

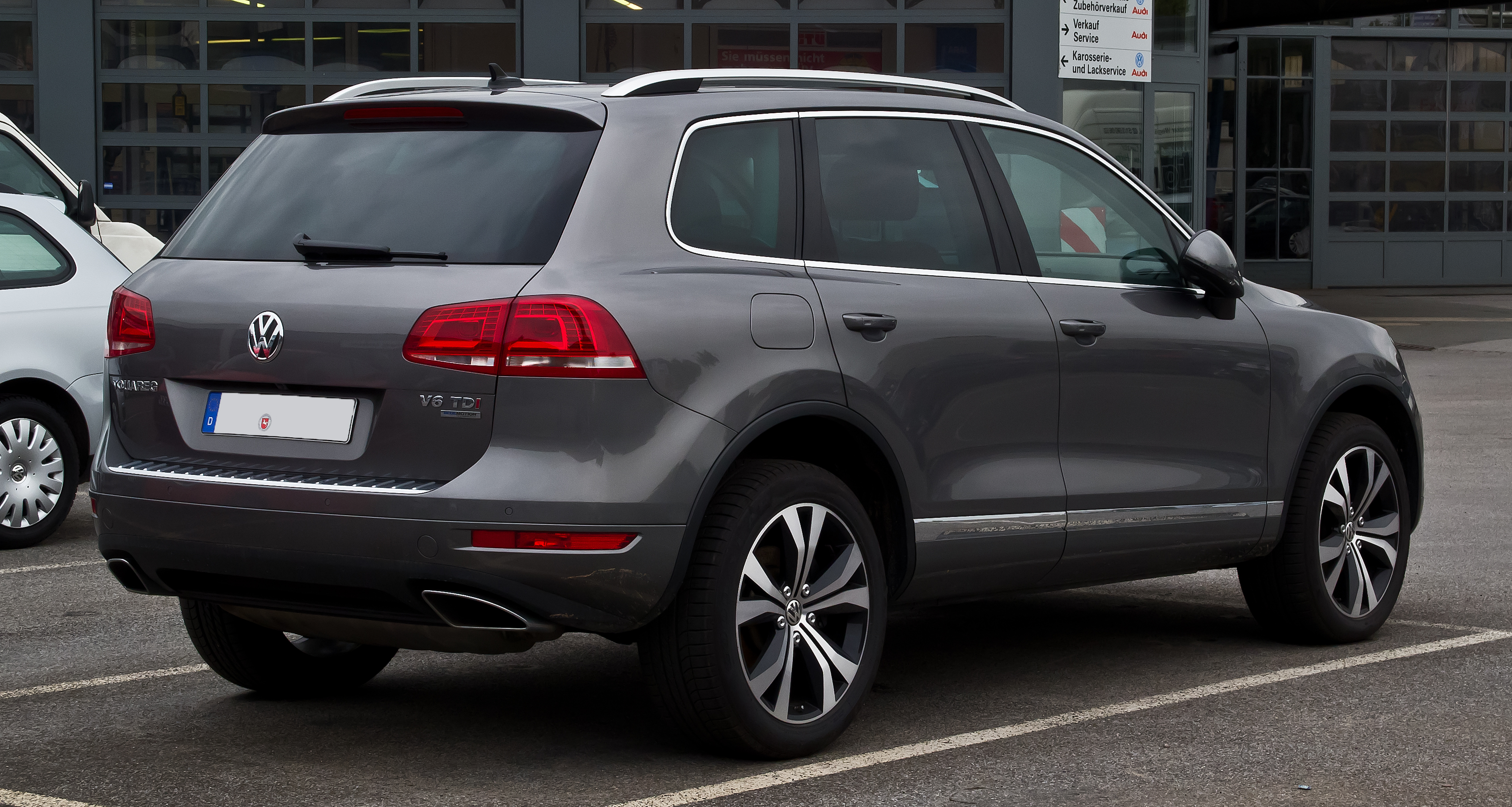
Volkswagen Touareg ІІ (2010—2014)

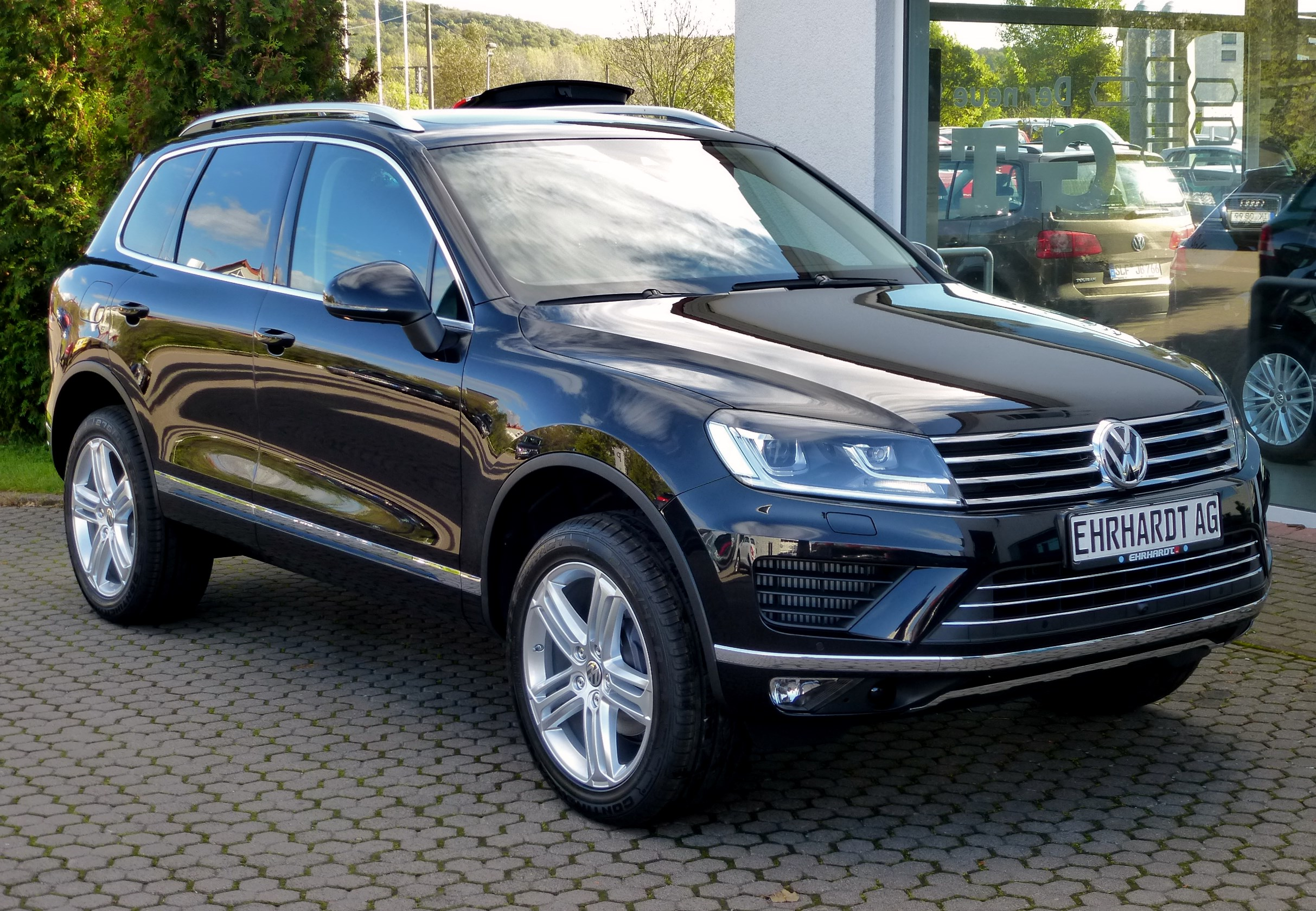
Volkswagen Touareg II (з 2014 року)

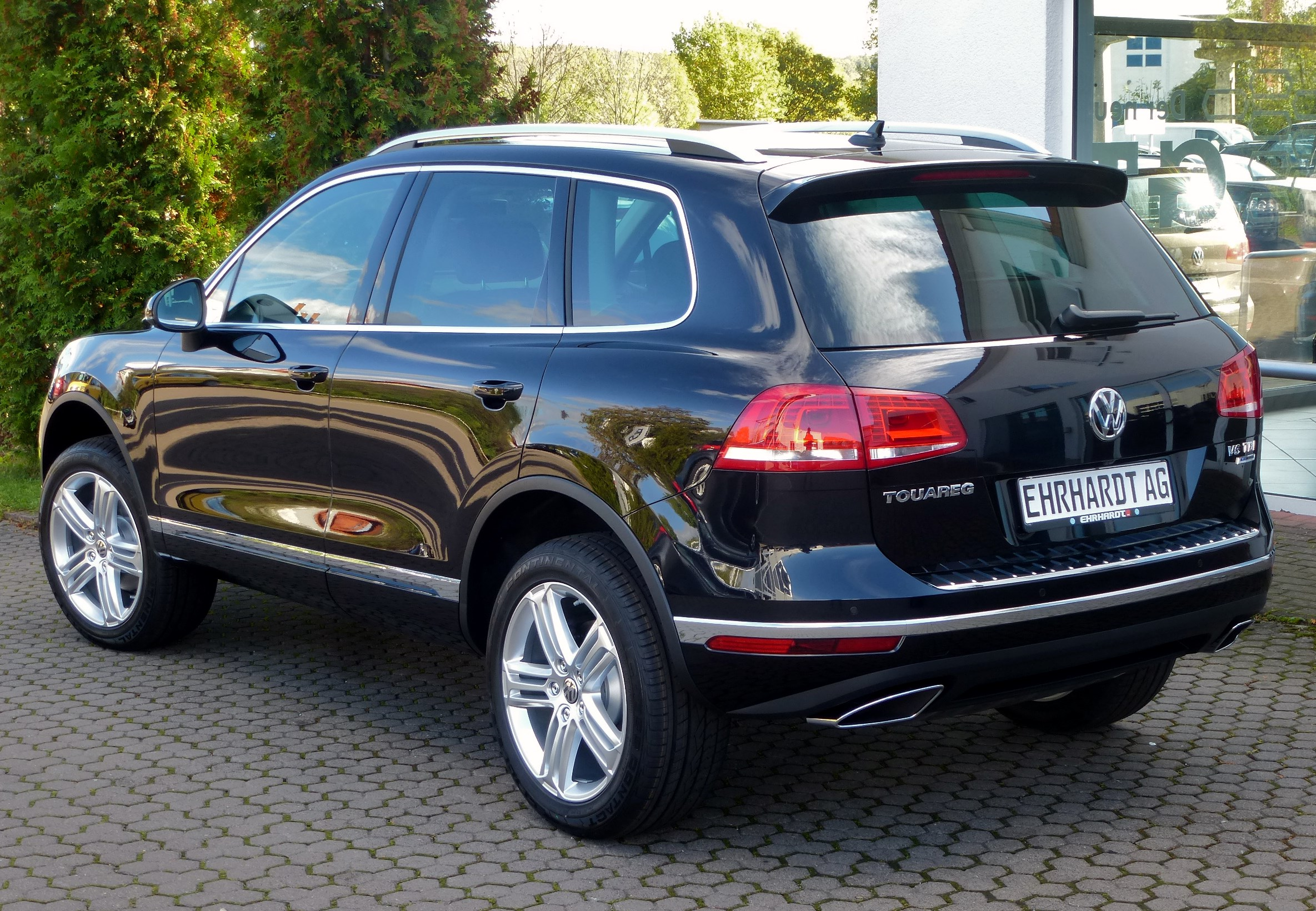
Volkswagen Touareg II (з 2014 року)

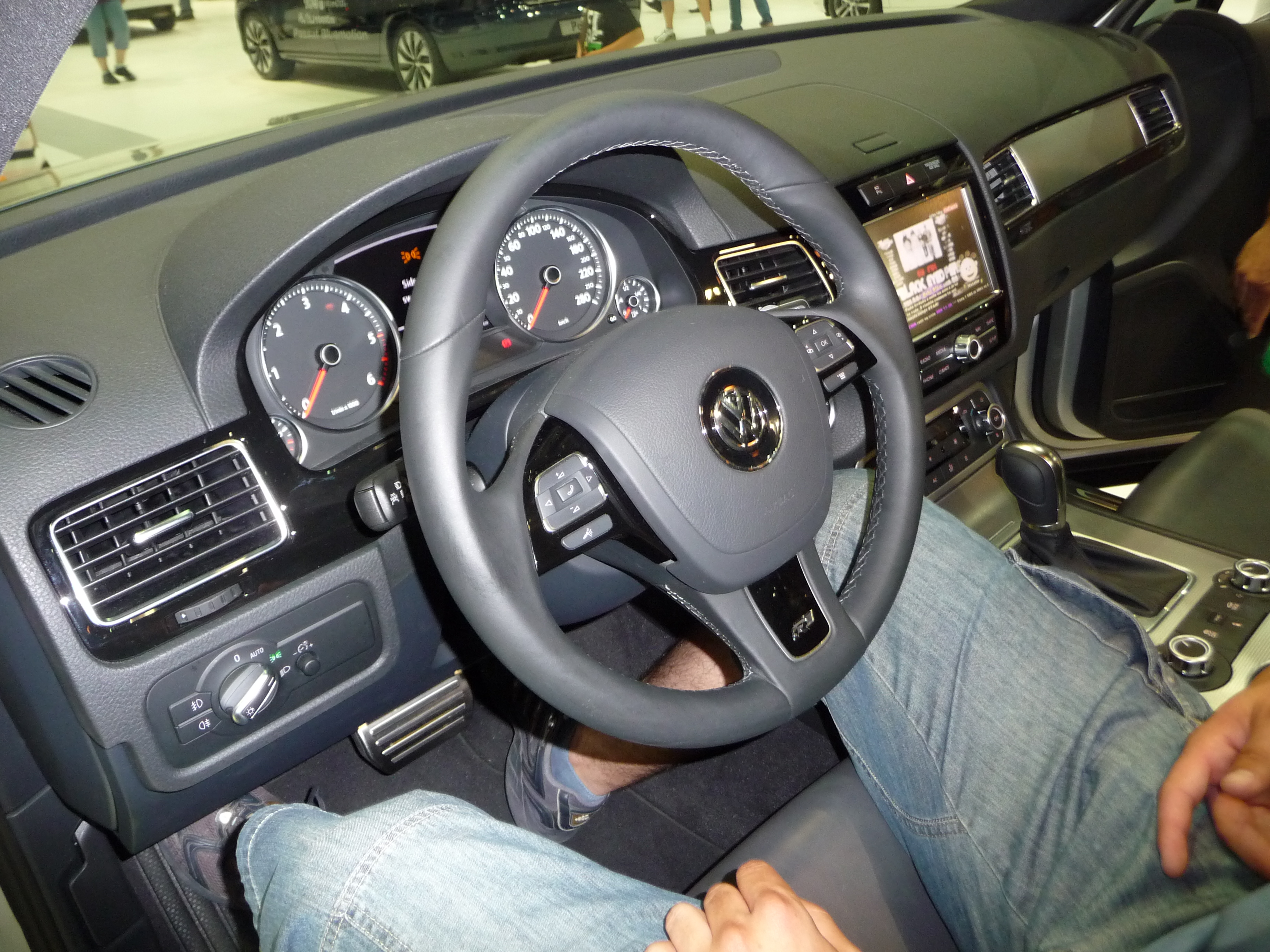
Салон Volkswagen Touareg II

На початку 2010 року Volkswagen представив у Мюнхені Touareg нового покоління. Автомобіль став довшим на 43 мм і ширше на 12 мм, висота зменшилася на 20 мм. Буде комплектуватися восьмиступінчастою автоматичною коробкою передач. Двигунів буде чотири: трилітровий турбодизель V6 TDI (240 к. с.), бензинова «шістка» 3.6 FSI потужністю 280 к. с., турбодизельна «вісімка» об'ємом 4,2 л (340 к. с.), і перший гібрид в історії компанії Volkswagen (компресорна бензинова «шістка» 3.0 TSI потужністю 333 к.с. у парі з 47-сильним електродвигуном).
Оновлений Volkswagen Touareg комплектується новою 8-ступінчастою автоматичною коробкою передач і лінійкою сучасних бензинових і дизельних двигунів. Фахівці компанії Volkswagen розробили нову трансмісію на основі «автомата» із шістьма ступенями. В результаті того, що з'явилося ще дві додаткові передачі, діапазон передавальних чисел між першою і останньою ступенями зріс на 20 %, що зробило роботу двигунів більш ефективної при будь-яких частотах обертання.
Стандартний Touareg оснащується міжосьовим диференціалом Torsen і пружинною підвіскою з кліренсом 220 мм. Крім того, для Touareg другого покоління пропонується позашляховий пакет Terrain Tech, що включає в себе: знижувальну передачу, блокування центрального диференціала, блокування заднього диференціала, а також пневмопідвіску з можливістю збільшення дорожнього просвіту до 300 мм.
У базовій комплектації автомобіль Volkswagen Touareg оснащений повним приводом 4Motion, підігрівом сидінь, клімат-контролем, центральним замком, багатофункціональним дисплеєм, вісьмома динаміками, і ще багатьом іншим обладнанням. За безпеку відповідають нова система ABS Plus від Bosch, круїз-контроль ACC з функцією Front Scan і датчик перекидання в системі безпеки, що активізує подушки при виникненні небезпечної ситуації. Автомобіль отримав систему контролю руху по смузі Lane Assist і біксенонові фари із системою управління Dynamic Light Assist.
В 2014 році модель модернізували, змінивши зовнішній вигляд і оснащення.
Зміни Volkswagen Touareg до 2016 модельного року полягають у доданні незначної кількості обладнання. У комплектації Lux та Executive з'явилися вентильовані передні сидіння з можливістю регулювання у 14-ти позиціях, також, комплектація Executive отримала стандартний електропривід регулювання нахилу та висоти керма, а також пакет допоміжних функцій Driver Assist. У 2016 році зупинено виробництво гібридної моделі авто. Незалежно від типу двигуна, Touareg використовує 8-ступеневу автоматичну трансмісію та постійний повний привід 4Motion від Volkswagen.
Дизельний двигун припинили випускати через негаразди з викидами — залишився лише не надто продуктивний бензиновий V6. Базові моделі Volkswagen Туарег 2017 року доповнили: активним круїз-контролем, автоматичним екстреним гальмуванням та моніторингом сліпих зон. Модель Wolfsburg замінила Lux.

### Двигуни
Бензинові:
- 3,6 V6 FSI 183 кВт (249 к. с.) — Росія
- 3,6 V6 FSI 206 кВт (280 к. с.)
- 4,2 V8 FSI 265 кВт (360 к. с.)
- 3,0 V6 TSI 213 кВт (290 к. с.) — Китай

Дизельні:
- V6 3,0 TDI 150 кВт (204 к. с.)
- V6 3,0 TDI 176 кВт (240 к. с.)
- V6 3,0 TDI 180 кВт (245 к. с.)
- V6 3,0 TDI 193 кВт (262 к. с.)
- V8 4,2 TDI 250 кВт (340 к. с.)

Гібридний:
- 3,0 V6 TSI 245 кВт (333 к. с.) + 35 кВт (47 к. с.) (електродвигун)

### Версії виконання
- Edition X
- R-Line
- V6
- V8
- Банеро мобіль

## Третє покоління (CR; з 2018)

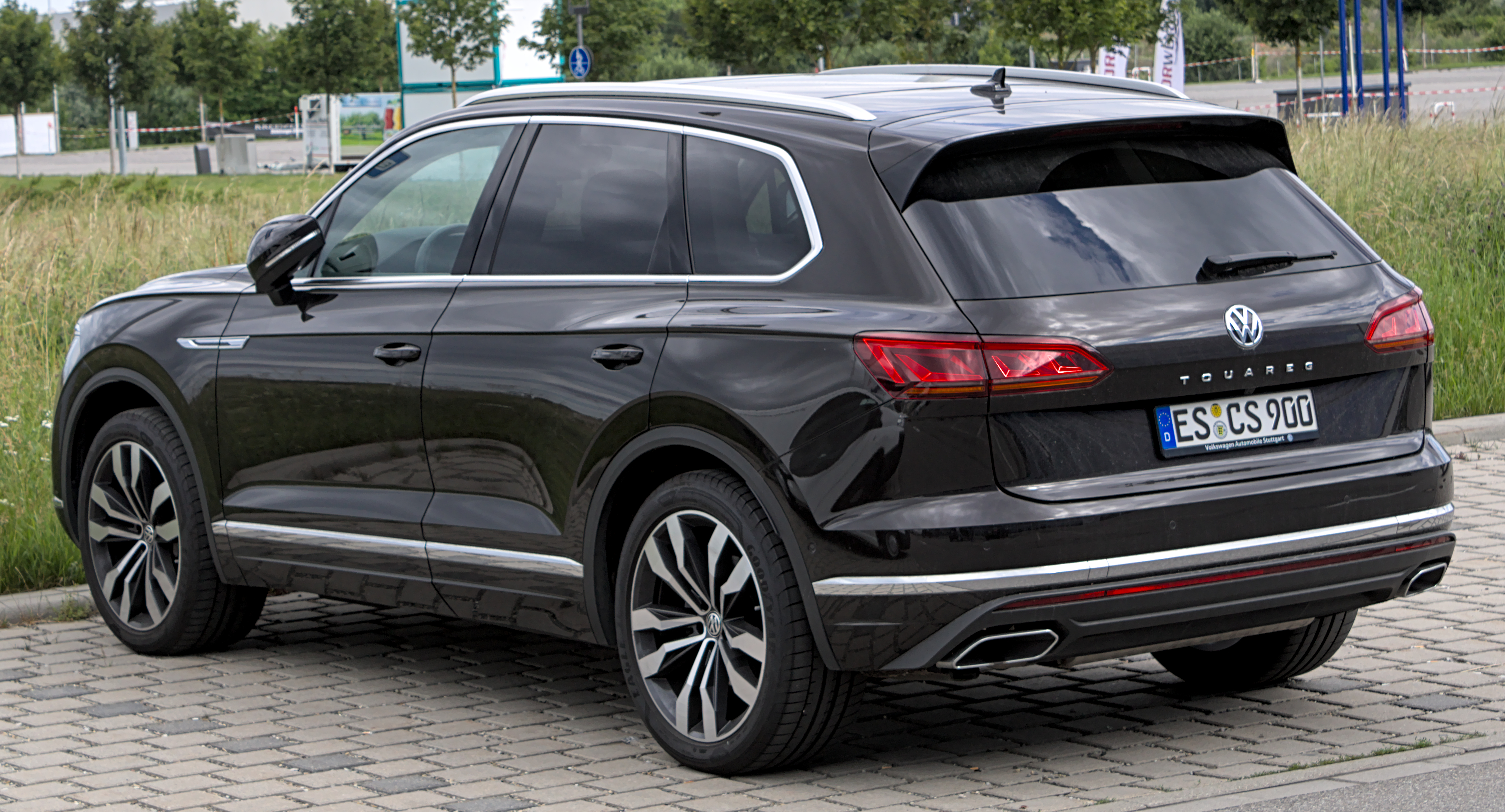
Volkswagen Touareg ІІІ (2018-2023)

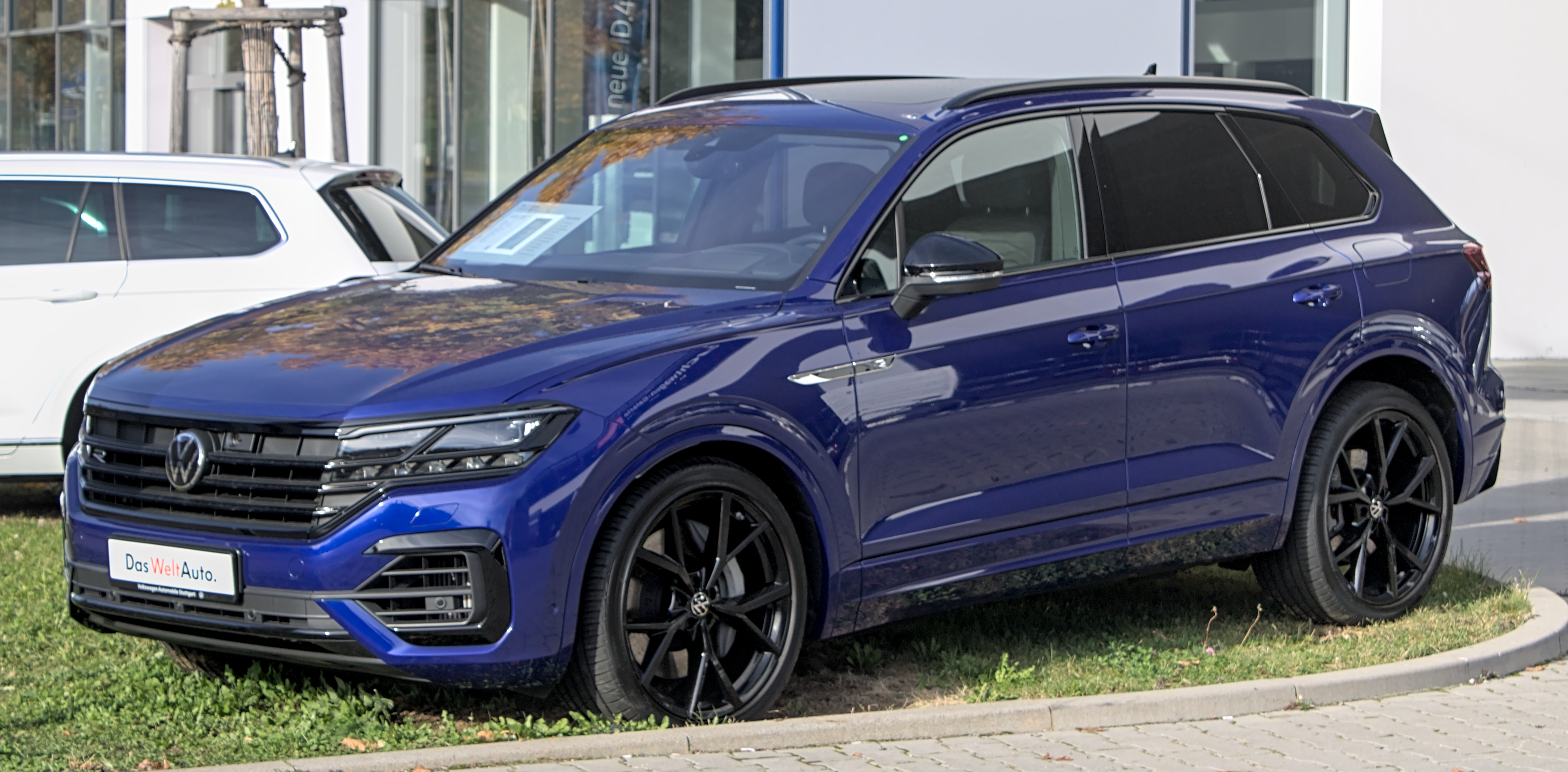
Volkswagen Touareg R (2020-2023)

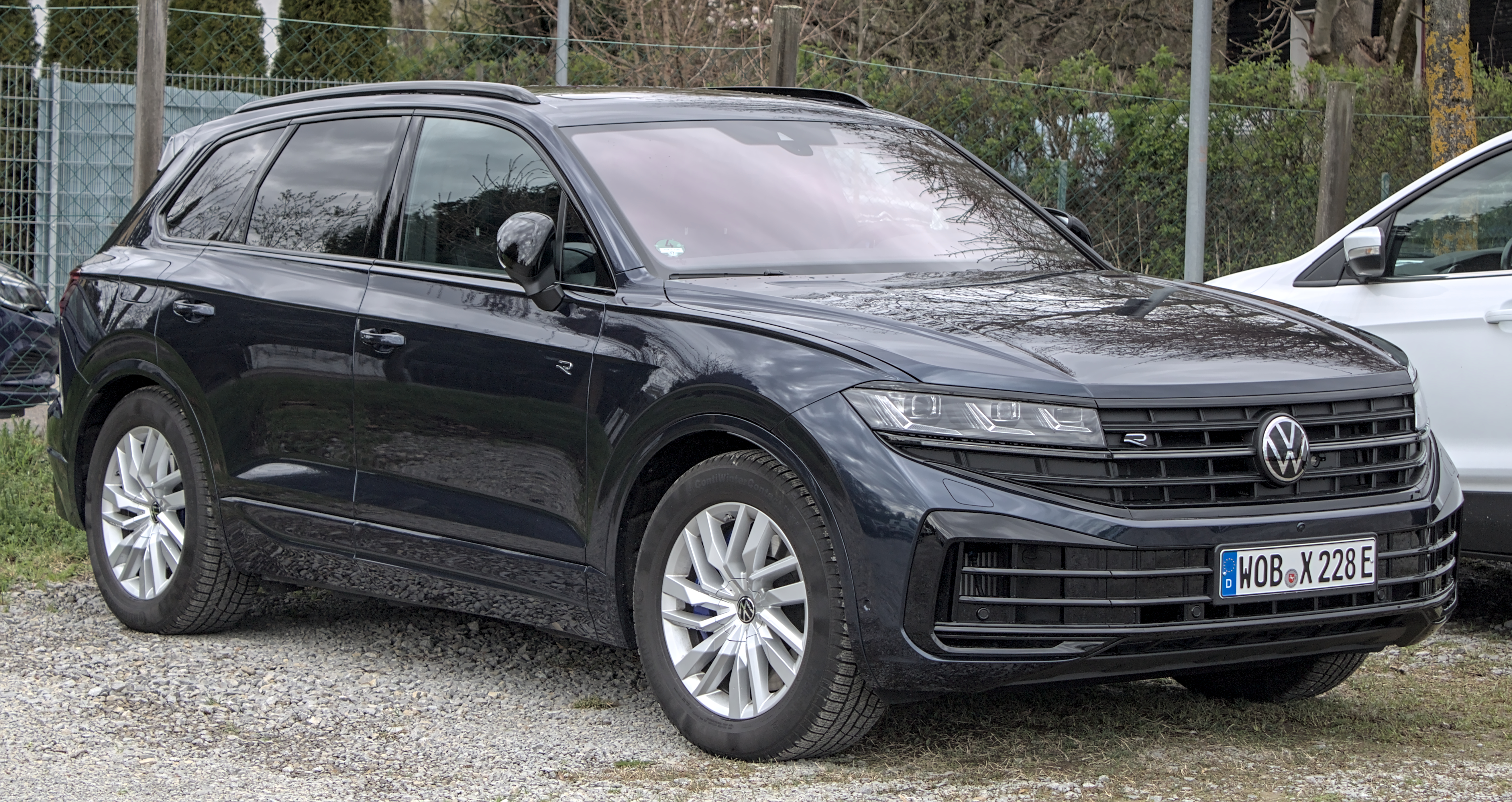
Volkswagen Touareg R (з 2023)

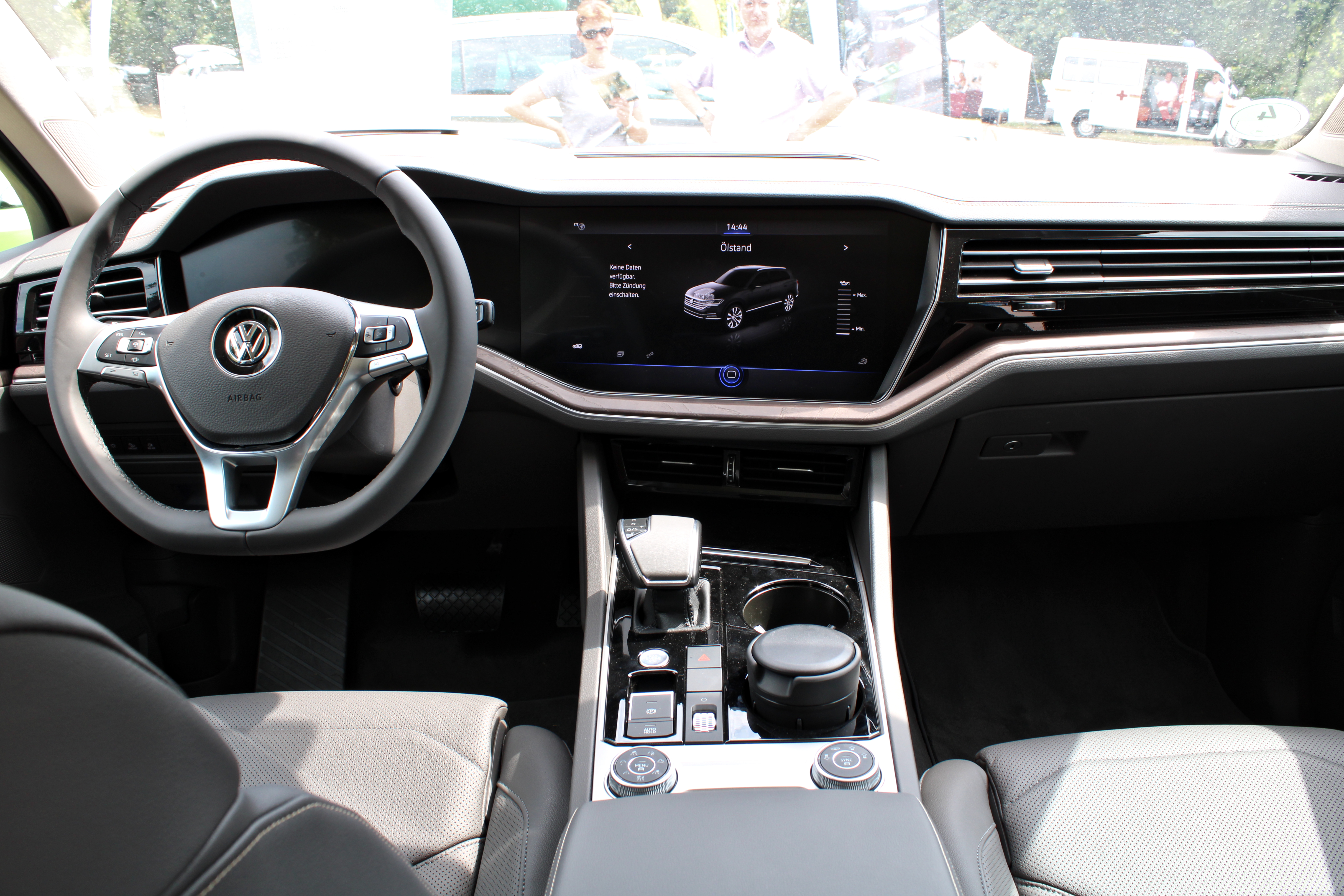

23 березня 2018 року на автосалоні в Пекіні дебютує третє покоління Volkswagen Touareg. Автомобіль збудовано на платформі MLB Evo, разом з Audi Q7, Bentley Bentayga і Porsche Cayenne. Новий Touareg зовнішньо майже повністю копіює концептуальний гібрид T-Prime Concept GTE, що був представлений на Пекінському автосалоні двома роками раніше. Хоча габарити серійної машини дещо скромніші — довжина автомобіля 4878 мм, ширина — 1984 мм, висота — 1702 мм, колісная база — 2894 мм.
Крім двигунів 3,0 TDI V6 (231 і 286 к. с.), 4,0 TDI V8 (421 к. с.), 2,0 TSI (252 к. с.) і 3,0 TSI V6 (340 к. с.) з'являться чотирициліндрові газові і дизельні турбомотори та зміщувально-рядний наддувний VR6 3,0. Всі мотори суміщені з восьмиступінчастим «автоматом» і повним приводом за умовчанням.
Touareg оснащений повнокерованим шасі і електромеханічними активними стабілізаторами поперечної стійкості. Спереду на Touareg встановлена двоважільна підвіска, а ззаду — багатоважільна. Підвіска може бути пневматичною або на звичайних пружинах. Пневматика регулює кліренс в межах від +70 до −25 мм від середнього положення, плюс при навантаженні задню вісь можна опустити на 40 мм. Є версії з підрулюючою задньою віссю.
На автомобіль встановлена система нічного бачення, крісла з масажем, проєкційний дисплей на лобовому склі і цифровий кокпіт нового покоління з парою екранів, з'єднаних стик в стик. Механічного диференціала в центрі більше немає, замість нього працює муфта з динамічним розподілом моменту (на передню вісь може бути відправлено до 70 % тяги, а на задню - до 80 %). Понижуючого ряду передач теж немає, як і блокування заднього диференціалу. Зате зміна платформи ознаменувалася економією маси. Новий кузов Туарега на 106 кг легший від попереднього, він на 52 % складається з високоміцних сталей і на 48 % — з алюмінієвих сплавів.
На вибір пропонується пакет Off-road, який додає кілька позашляхових режимів в електронних системах управління шасі і трансмісією, додатковий захист знизу і збільшує бак з базових 75 до 90 л. Від типу підвіски залежить і геометрія Туарега на бездоріжжі. З простими пружинами кути в'їзду і з'їзду дорівнюватимуть 25 градусам, а на пневмопідвісці вони становлять 31 градуса кожен. З нею ж більша глибина броду (570 мм проти 490 на сталевих пружинах).

### Двигуни
Бензинові
- 2,0 TSI I4 252 к. с.
- 3,0 TSI EA839 V6 340 к. с.

Дизельні
- 3,0 TDI EA897evo2 V6 231 к. с.
- 3,0 TDI EA897evo2 V6 286 к. с.
- 4,0 TDI EA898 V8 421 к. с. 900 Нм

Гібридні
- 2,0 TFSI Plug-in Hybrid 367 к. с. 600 Нм (eHybrid)
- 2,0 TFSI Plug-in Hybrid 462 к. с. 700 Нм (R)

## Volkswagen Touareg в автоспорті

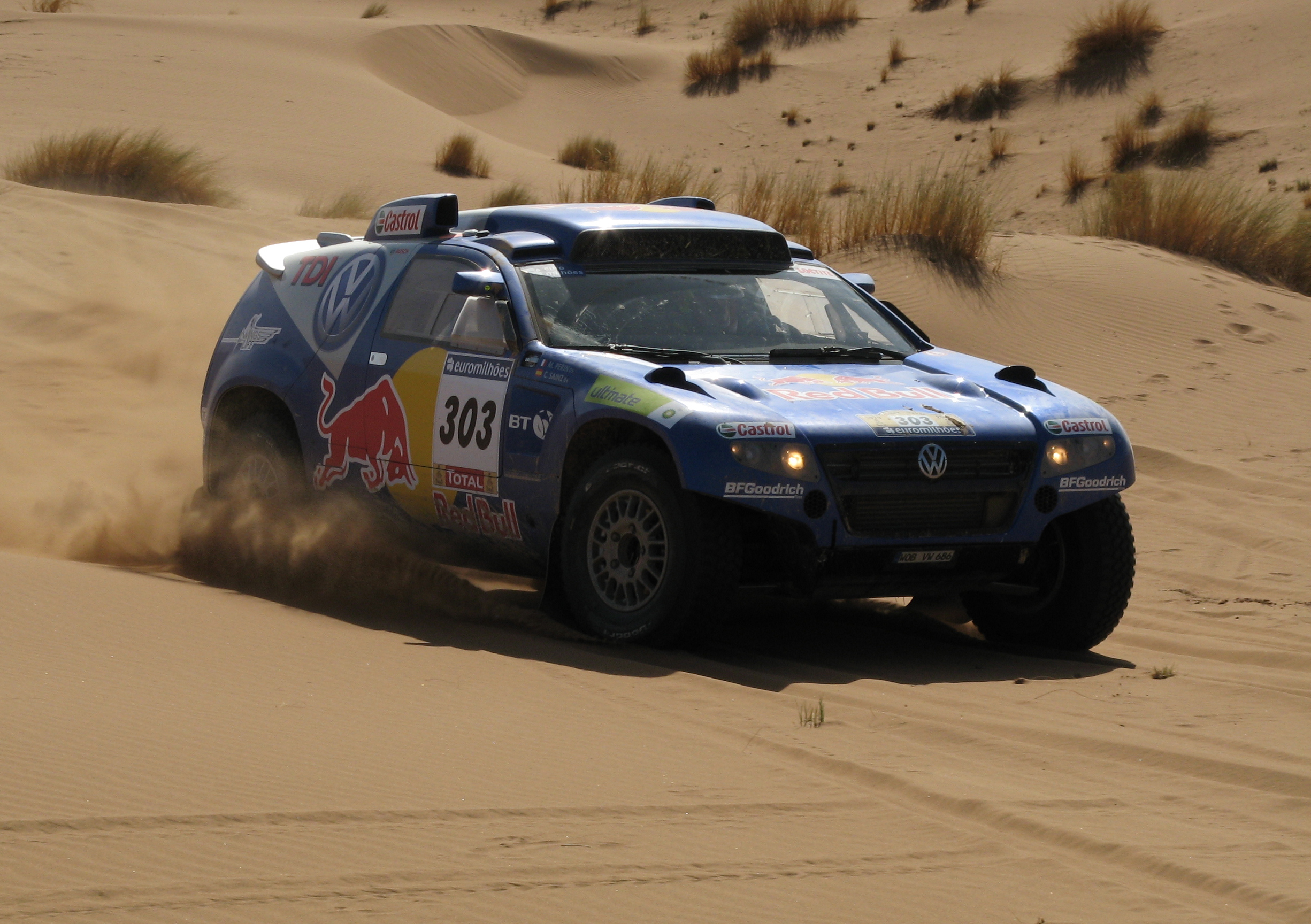
Для Ралі Дакар 2007

Ралійна версія Touareg вже багато років є учасником Ралі Дакар, в різні роки на ньому виступали такі відомі гонщики, як Юта Кляйншмітд, Карлос Сайнц і Марко Міллер. У 2009 році Дакар виграв Жиніель де Вільерс за кермом Volkswagen Touareg, в 2010-му — Карлос Сайнс, а в 2011-му — Насер Аль-Атіях.

## Зноски
1. ↑  Review: 2015 Volkswagen Touareg TDI | Canadian Auto Review. www.canadianautoreview.ca. Архів оригіналу за 17 лютого 2020. Процитовано 15 січня 2025.
2. ↑  Volkswagen Touareg. Wikipedia (англ.). 8 січня 2025. Процитовано 15 січня 2025.
3. ↑  Volkswagen Touareg. Wikipedia (англ.). 8 січня 2025. Процитовано 15 січня 2025.
4. ↑  Volkswagen Touareg. Wikipedia (англ.). 8 січня 2025. Процитовано 15 січня 2025.
5. ↑  Crash-Test VW Touareg [Архівовано 27 лютого 2010 у Wayback Machine.] (Euro NCAP 2004)
6. ↑  Новий Volkswagen Touareg. Архів оригіналу за 26 березня 2010. Процитовано 27 березня 2010. [Архівовано 2010-03-26 у Wayback Machine.]
7. ↑  Touareg на диете [Архівовано 18 червня 2010 у Wayback Machine.], autoreview.ru
8. ↑  Как мы тестировали Volkswagen Touareg 2016. automoto.ua. Архів оригіналу за 13 серпня 2016. Процитовано 22 липня 2016.
9. ↑  Представлен новый большой кроссовер Volkswagen (64 фото). Volkswagen Drive. 25 квітня 2016. Архів оригіналу за 30 листопада 2020. Процитовано 4 січня 2021.